# Les Chiennes
Pour plus de détails, voir Fiche technique et Distribution.
Les Chiennes (ou Le Manoir aux louves) est un film français de Michel Lemoine tourné en 1972 et sorti en 1973 adapté d'un roman de Jean Breton.

## Fiche technique
- Titre : Les Chiennes
- Réalisation : Michel Lemoine
- Scénario : Michel Lemoine, d'après le roman de Jean Breton
- Photographie : Philippe Théaudière, assisté d'Eduardo Serra
- Montage : Bob Wade, assisté de Geneviève Letellier
- Son : Jack Julian
- Maquillage : Christiane Sauvage
- Musique : Guy Bonnet (éditions Darma Musique)
- Producteur : Louis Duchesne
- Directeur de production :  Patrice Torok
- Administrateur : Alain Poirier
- Secrétaire de production : Dominique Simon
- Société de production : Réalisation et Organisations Cinématophiques (ROC)
- Pays :  France
- Langue originale : français
- Lieu de tournage : château du Gué-Péan, Monthou-sur-Cher (Loir-et-Cher)
- Début de tournage : 17 juillet 1972
- Genre : drame / érotique
- Durée : 95  minutes
- Format : couleur 35 mm
- Pellicule : Eastmancolor
- Laboratoires : LTC Joinville
- Son : Studio Marcadet
- Dates de sorties :
  -  France : 31 mai 1973[2]
- Visa n°40 113
- Interdit aux moins de 18 ans à sa sortie en salles en France[3].
- Autres titres connus
  -  France : Le Manoir aux louves (télévision)
  -  Italie : Giochi d'amore di un'aritocrata
  -  Royaume-Uni : The Bitches

## Distribution
- Janine Reynaud : Viriane
- Michel Lemoine : Éric
- Nathalie Zeiger : Tessa
- Françoise Dammien : Anne
- Latana Decaux : Lisbeth
- Marie-Hélène Règne : Joëlle
- Virginie Vignon : Martine
- Yves Marouani : Pierre
- Daniel Sismondi : Olivier
- Jean Berger : le mari[4]

## Éditions en vidéo
- 2007 : Édition DVD - Editeur : KVP - Coffret : Les Classiques de l'érotisme - Michel Lemoine (avec Les Désaxées, Les Confidences érotiques d'un lit trop accueillant et Les petites saintes y touchent) - mention : accord parental